# Liste der Lieder von Tic Tac Toe
Dies ist eine Liste der Lieder der ehemaligen deutschen Pop-Rap-Gruppe Tic Tac Toe. Aufgelistet sind alle Lieder der Alben Tic Tac Toe (1996), Klappe die 2te (1997), Ist der Ruf erst ruiniert… (2000) und Comeback (2006). Die Reihenfolge der Titel ist alphabetisch sortiert und gibt Auskunft über die Urheber.

## #
| # | Titel | Autoren | Album                      | Jahr |
| - | ----- | ------- | -------------------------- | ---- |
| 1 | 0190  |         | Ist der Ruf erst ruiniert… | 2000 |

## A
| # | Titel      | Autoren                                 | Album                      | Jahr |
| - | ---------- | --------------------------------------- | -------------------------- | ---- |
| 1 | Abgrund    | Tino Oac, Florian Sitzmann, Markus Born | Comeback                   | 2006 |
| 2 | After Show | Tino Oac, Florian Sitzmann, Markus Born | Comeback                   | 2006 |
| 3 | Alles O.K. |                                         | Ist der Ruf erst ruiniert… | 2000 |

## B
| # | Titel                                      | Autoren                                                                                              | Album                      | Jahr |
| - | ------------------------------------------ | --- | -------------------------- | ---- |
| 1 | Beruf Sohn                                 | Claudia Wohlfromm, Torsten Börger, Liane Wiegelmann, Marlene Victoria Tackenberg, Ricarda Wältken    | Klappe die 2te             | 1997 |
| 2 | Bitte küss’ mich nicht erschien als Single | Claudia A. Wohlfromm, Torsten Börger, Liane Wiegelmann, Marlene Victoria Tackenberg, Ricarda Wältken | Klappe die 2te             | 1997 |
| 3 | Bla Bla                                    | | Ist der Ruf erst ruiniert… | 2000 |
| 4 | Brief                                      | Tino Oac, Florian Sitzmann, Markus Born                                                              | Comeback                   | 2006 |

## D
| # | Titel                   | Autoren                                                                                              | Album          | Jahr |
| - | ----------------------- | --- | -------------- | ---- |
| 1 | Das geht mir auf’n Sack | Claudia A. Wohlfromm, Torsten Börger, Liane Wiegelmann, Marlene Victoria Tackenberg, Ricarda Wältken | Klappe die 2te | 1997 |
| 2 | Das ist Lee             | Tino Oac, Florian Sitzmann, Markus Born                                                              | Comeback       | 2006 |
| 3 | Du hast den schönsten   | Claudia A. Wohlfromm, Torsten Börger, Liane Wiegelmann, Marlene Victoria Tackenberg, Ricarda Wältken | Tic Tac Toe    | 1996 |

## E
| # | Titel           | Autoren | Album                      | Jahr |
| - | --------------- | ------- | -------------------------- | ---- |
| 1 | Es tut mir leid |         | Ist der Ruf erst ruiniert… | 2000 |

## F
| # | Titel                     | Autoren                                                                                              | Album                      | Jahr |
| - | ------------------------- | --- | -------------------------- | ---- |
| 1 | Fick’ dich selber         | | Ist der Ruf erst ruiniert… | 2000 |
| 2 | Freunde für’s Leben       | Tino Oac, Florian Sitzmann, Markus Born                                                              | Comeback                   | 2006 |
| 3 | Funky erschien als Single | Claudia A. Wohlfromm, Torsten Börger, Liane Wiegelmann, Marlene Victoria Tackenberg, Ricarda Wältken | Tic Tac Toe                | 1996 |
| 4 | Furz                      | Claudia A. Wohlfromm, Torsten Börger, Liane Wiegelmann, Marlene Victoria Tackenberg, Ricarda Wältken | Klappe die 2te             | 1997 |

## G
| # | Titel                     | Autoren                                                                                              | Album           | Jahr |
| - | ------------------------- | --- | --------------- | ---- |
| 1 | Genug ist genug           | | Non Album Track |      |
| 2 | Grosse Jungs weinen nicht | Claudia A. Wohlfromm, Torsten Börger, Liane Wiegelmann, Marlene Victoria Tackenberg, Ricarda Wältken | Klappe die 2te  | 1997 |

## H
| # | Titel                | Autoren                                                                                              | Album                      | Jahr |
| - | -------------------- | --- | -------------------------- | ---- |
| 1 | Halt mich fest       | | Ist der Ruf erst ruiniert… | 2000 |
| 2 | Haste was, biste was | Claudia A. Wohlfromm, Torsten Börger, Liane Wiegelmann, Marlene Victoria Tackenberg, Ricarda Wältken | Tic Tac Toe                | 1996 |
| 3 | Hit the Road Jack    | Tino Oac, Florian Sitzmann, Markus Born                                                              | Comeback                   | 2006 |

## I
| # | Titel                                               | Autoren | Album                      | Jahr |
| - | --------------------------------------------------- | --- | -------------------------- | ---- |
| 1 | I Think You’re Sch…                                 | Mary S. Applegate, Claudia A. Wohlfromm, Torsten Börger, Liane Wiegelmann, Marlene Victoria Tackenberg, Ricarda Wältken | Klappe die 2te             | 1997 |
| 2 | Ich find’ dich scheiße erschien als Single          | Claudia A. Wohlfromm, Torsten Börger, Liane Wiegelmann, Marlene Victoria Tackenberg, Ricarda Wältken                    | Tic Tac Toe                | 1995 |
| 3 | Ich fühl’ mich A.U.                                 | Claudia A. Wohlfromm, Torsten Börger, Liane Wiegelmann, Marlene Victoria Tackenberg, Ricarda Wältken                    | Klappe die 2te             | 1997 |
| 4 | Ich wär’ so gern so blöd wie du erschien als Single | Claudia A. Wohlfromm, Torsten Börger, Liane Wiegelmann, Marlene Victoria Tackenberg, Ricarda Wältken                    | Klappe die 2te             | 1997 |
| 5 | Isch liebe disch erschien als Single                | Torsten Börger | Ist der Ruf erst ruiniert… | 2000 |
| 6 | Ist der Ruf erst ruiniert… erschien als Single      | Torsten Börger | Ist der Ruf erst ruiniert… | 2000 |

## K
| # | Titel                                   | Autoren                                           | Album    | Jahr |
| - | --------------------------------------- | ------------------------------------------------- | -------- | ---- |
| 1 | Keine Ahnung erschien als letzte Single | Liane Wiegelmann, C. Brenn, T. Helmy, A. Douedari | Comeback | 2006 |

## L
| # | Titel                                      | Autoren                                                                                              | Album                      | Jahr |
| - | ------------------------------------------ | --- | -------------------------- | ---- |
| 1 | Lass los                                   | Tino Oac, Florian Sitzmann, Markus Born                                                              | Comeback                   | 2006 |
| 2 | Lästern                                    | | Ist der Ruf erst ruiniert… | 2000 |
| 3 | Leck mich am A, B, Zeh erschien als Single | Claudia A. Wohlfromm, Torsten Börger, Liane Wiegelmann, Marlene Victoria Tackenberg, Ricarda Wältken | Tic Tac Toe                | 1996 |

## M
| # | Titel                                              | Autoren                                                                                              | Album                      | Jahr |
| - | -------------------------------------------------- | --- | -------------------------- | ---- |
| 1 | Morgen ist heute schon gestern erschien als Single | Torsten Börger                                                                                       | Ist der Ruf erst ruiniert… | 2000 |
| 2 | Mr. Wichtig erschien als Single                    | Claudia A. Wohlfromm, Torsten Börger, Liane Wiegelmann, Marlene Victoria Tackenberg, Ricarda Wältken | Klappe die 2te             | 1997 |

## N
| # | Titel                                                  | Autoren                                                                                              | Album                           | Jahr |
| - | ------------------------------------------------------ | --- | ------------------------------- | ---- |
| 1 | ’N Mann B-Seite auf Ich find’ dich scheiße             | Claudia A. Wohlfromm, Torsten Börger, Liane Wiegelmann, Marlene Victoria Tackenberg, Ricarda Wältken | Tic Tac Toe                     | 1995 |
| 2 | Nie wieder erschien als Single; als Sara @ Tic Tac Two | Torsten Börger                                                                                       | Spiesserparadies Album von Sara | 1999 |

## O
| # | Titel                             | Autoren                                 | Album    | Jahr |
| - | --------------------------------- | --------------------------------------- | -------- | ---- |
| 1 | One Night Stand Feat. Metaphysics | Tino Oac, Florian Sitzmann, Markus Born | Comeback | 2006 |

## R
| # | Titel                            | Autoren                                                                                              | Album       | Jahr |
| - | -------------------------------- | --- | ----------- | ---- |
| 1 | Ruhrpottniggaz B-Seite auf Funky | Claudia A. Wohlfromm, Torsten Börger, Liane Wiegelmann, Marlene Victoria Tackenberg, Ricarda Wältken | Tic Tac Toe | 1996 |

## S
| # | Titel                                | Autoren                                                                                              | Album                      | Jahr |
| - | ------------------------------------ | --- | -------------------------- | ---- |
| 1 | Schubidamdam                         | Claudia A. Wohlfromm, Torsten Börger, Liane Wiegelmann, Marlene Victoria Tackenberg, Ricarda Wältken | Klappe die 2te             | 1997 |
| 2 | Sein                                 | | Ist der Ruf erst ruiniert… | 2000 |
| 3 | Spiegel erschien als Comeback-Single | Liane Wiegelmann, T. Helmy, Ch. Brenn, A. Douedari                                                   | Comeback                   | 2005 |

## T
| # | Titel       | Autoren                                 | Album    | Jahr |
| - | ----------- | --------------------------------------- | -------- | ---- |
| 1 | Tanzkillah  | Tino Oac, Florian Sitzmann, Markus Born | Comeback | 2006 |
| 2 | Tic Tac Toe | Tino Oac, Florian Sitzmann, Markus Born | Comeback | 2006 |

## U
| # | Titel                    | Autoren                                                                                              | Album       | Jahr |
| - | ------------------------ | --- | ----------- | ---- |
| 1 | U-Bahn                   | Claudia A. Wohlfromm, Torsten Börger, Liane Wiegelmann, Marlene Victoria Tackenberg, Ricarda Wältken | Tic Tac Toe | 1996 |
| 2 | Ugu Ugu (Wer hat Angst?) | Claudia A. Wohlfromm, Torsten Börger, Liane Wiegelmann, Marlene Victoria Tackenberg, Ricarda Wältken | Tic Tac Toe | 1996 |

## V
| # | Titel                             | Autoren                                                                                              | Album       | Jahr |
| - | --------------------------------- | --- | ----------- | ---- |
| 1 | Verpiss’ dich erschien als Single | Claudia A. Wohlfromm, Torsten Börger, Liane Wiegelmann, Marlene Victoria Tackenberg, Ricarda Wältken | Tic Tac Toe | 1996 |

## W
| # | Titel                      | Autoren                                 | Album          | Jahr |
| - | -------------------------- | --------------------------------------- | -------------- | ---- |
| 1 | Warum? erschien als Single | Torsten Börger                          | Klappe die 2te | 1997 |
| 2 | Wenn der Vorhang fällt     | Tino Oac, Florian Sitzmann, Markus Born | Comeback       | 2006 |